# Karen Joy Fowler
Karen Joy Fowler (ur. 7 lutego 1950 w Bloomington) – amerykańska pisarka science fiction i fantasy, tworząca także literaturę głównego nurtu, laureatka nagród Campbella, Nebula i World Fantasy.

## Życiorys
Od jedenastego roku życia mieszkała w Palo Alto (Kalifornia). Ukończyła politologię na Uniwersytecie Kalifornijskim w Berkeley.
Wraz z mężem mają dwoje dorosłych dzieci, mieszkają obecnie w Davis i Santa Cruz w Kalifornii.

## Twórczość
Zadebiutowała zbiorem krótkich form Artificial Things w 1986, za który w następnym roku otrzymała nagrodę Campbella dla nowego pisarza. Debiutem powieściowym Fowler była Sarah Canary w 1991. W 1999 zbiór Black Glass zdobył nagrodę World Fantasy, zaś jej krótkie formy What I Didn't See i Always zdobyły nagrody Nebula w latach 2003 i 2007. W 2009 zdobyła World Fantasy Award i Shirley Jackson Award w kategorii Miniatura literacka za The Pelican Bar. Inne utwory były także nominowane do nagrody Hugo. W 2020 otrzymała World Fantasy Award za Osiągnięcie życia.
Książki Fowler były także wysoko cenione przez krytyków głównego nurtu, trzy powieści - debiutancka Sarah Canary, The Sweetheart Season i Klub miłośników Jane Austen otrzymały tytuł „New York Times Notable Book”, Sister Noon była finalistką „PEN/Faulkner Award” w 2002, a Nie posiadamy się ze szczęścia uzyskała tę nagrodę w 2014. Jej powieści były także nominowane do nagrody Booker Prize – w 2022 Booth, zaś Nie posiadamy się ze szczęścia w 2014 znalazła się w wąskim finale.
Największą popularność (13 tygodni na liście bestsellerów „New York Timesa”) zdobyła jej powieść z 2004 r. Klub miłośników Jane Austen, którą w 2007 r. sfilmowano pod tytułem Rozważni i romantyczni – Klub miłośników Jane Austen.
Wraz z Pat Murphy była współinicjatorką Nagrody Jamesa Tiptree Jr., przyznawanej od 1991 za utwory fantastyczne, podejmujące odważnie tematykę płci. Jest wykładowcą podczas warsztatów Clarion Workshop.

### Powieści
- Sarah Canary (1991) – pol.: Sarah Canary
- The Sweetheart Season (1996)
- Sister Noon (2001)
- The Jane Austen Book Club (2004) – pol.: Klub miłośników Jane Austen
- Wit's End (2008)
- We Are All Completely Beside Ourselves (2013) – pol.: Nie posiadamy się ze szczęścia

### Zbiory
- Artificial Things (1986)
- Peripheral Vision (1990)
- Letters from Home (1991, współaut. Pat Cadigan i Pat Murphy)
- Black Glass (1997)